# Астрюк, Жан
Жан Астрюк (фр. Jean Astruc; 1684—1766) — французский врач, более известный как один из основателей критического изучения библейского текста.

## Биография
Жан Астрюк родился во Франции в городе Сов (Sauve) 19 марта 1684 года. Его отец был гугенот, но ещё до издания Нантского эдикта перешел в католичество.
В XVIII веке некоторые богословы заметили, что в повторяющихся рассказах, (два рассказа о Творении, два рассказа о договоре Авраама с Богом, две истории об откровении Иакову в Бейт-Эле и т. д.) в одном случае Бог называется именем Яхве, а в другом — Элохим. На основании этого наблюдения Жан Астрюк и немецкий профессор теологии Иоганн Эйхгорн независимо друг от друга выделили из текста Книги Бытия два источника, за авторством Яхвиста (Ягвиста) и Элогиста. Жан Астрюк анонимно опубликовал своё открытие в 1753 году в городе Брюсселе под заглавием «Conjectures sur les mémoires originaux, dont il parait que Moise s’est servi pour composer le livre de la Genèse».
Как врач, профессор медицины Жан Астрюк более всего известен опубликованным в 1736 году трудом, в котором, ссылаясь на английского медика Дэниела Тёрнера (англ. Daniel Turner) осуждает презервативы, отстаивая точку зрения, что презервативы не дают полной защиты от заражения сифилисом, однако ложное чувство безопасности заставляет мужчин вступать в неразборчивые половые связи с сомнительными партнёршами. Недовольные потерей чувствительности из-за использования презервативов, мужчины затем прекращают их применение, но не беспорядочную половую жизнь, к которой они привыкли.
Скончался Жан Астрюк 5 мая 1766 года в Париже.